# Crkva sv. Ante Padovanskog u Dućama
Crkva sv. Antuna Padovanskog, crkva u Dućama, općina Dugi Rat, zaštićeno kulturno dobro

## Opis dobra
U starom selu Duće u poljičkom primorju je crkva sv. Ante Padovanskoga sagrađena 1864. godine na mjestu starije crkve. Jednobrodna građevina s pačetvorinastom apsidom glavnim je pročeljem okrenuta prema jugu. Građena je velikim kamenim kvaderima u pravilnim redovima. Na glavnom pročelju je profilirani portal s vijencem, dva duga prozora s lučnim završetkom te kružni prozor prošupljen u obliku četverolista. Crkva je presvođena bačvastim svodom, a duž podanka svoda teče profilirani vijenac dok je podjela zida izvedena po principima arhitektonskog slikarstva. Unutrašnjost crkve ima sačuvan izvorni neoklasicistički oslik s nizom starozavjetnih motiva i kršćanskih simbola.

## Zaštita
Pod oznakom Z-3589 zavedena je kao nepokretno kulturno dobro - pojedinačno, pravna statusa zaštićena kulturnog dobra, klasificirano kao "sakralna graditeljska baština".